# Dinamarca nos Jogos Olímpicos de Verão de 2012
A Dinamarca competiu nos Jogos Olímpicos de Verão de 2012, que aconteceram na cidade de Londres, no Reino Unido, de 27 de julho até 12 de agosto de 2012.

### 

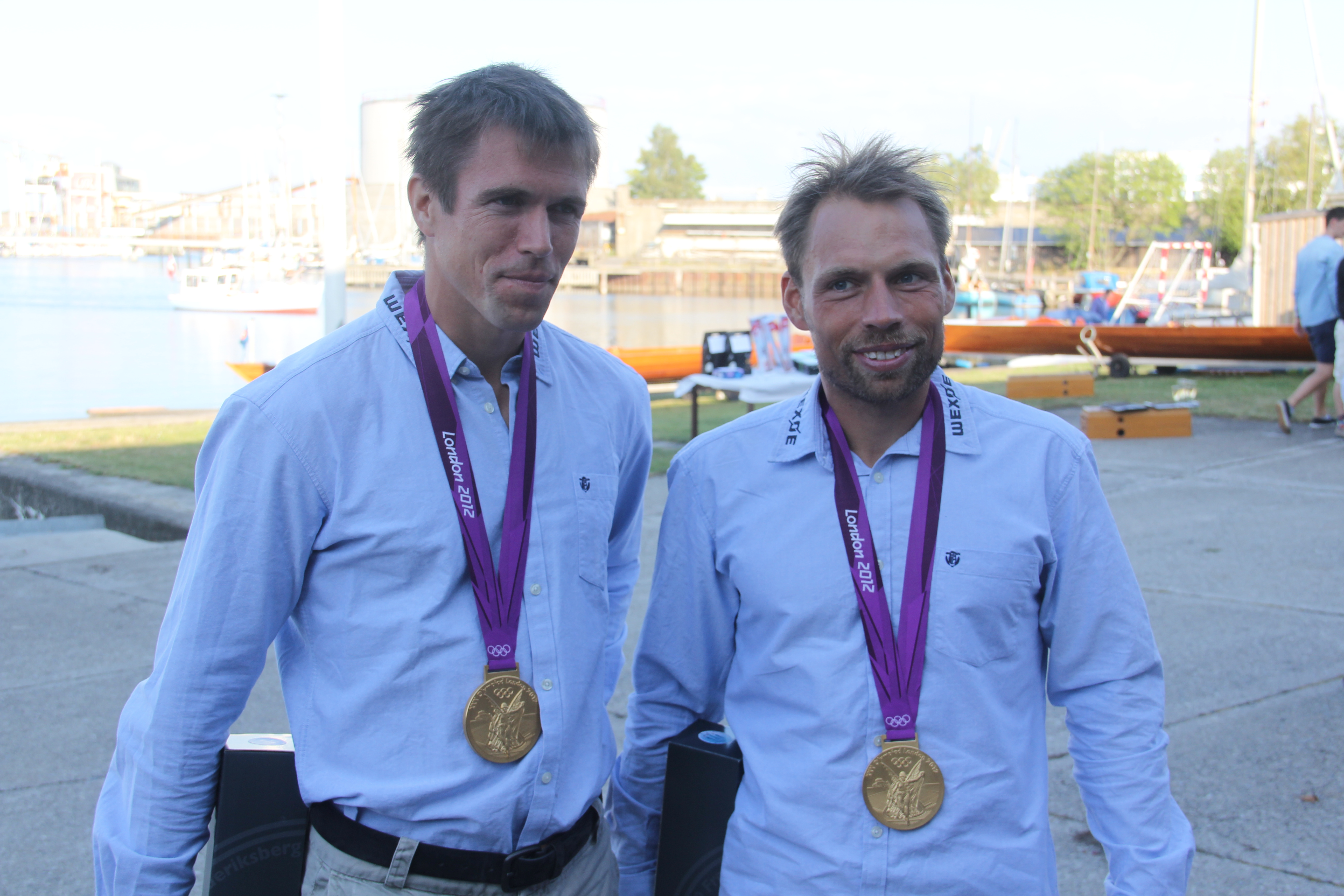
Rasmus Quist Hansen e Mads Rasmussen, vencedores do skiff duplo leve masculino

## Medalhas
| Atleta                             | Esporte | Evento                     | Medalha |
| ---------------------------------- | ------- | -------------------------- | ------- |
| Mads Rasmussen Rasmus Quist Hansen | Remo    | Skiff duplo leve masculino | Ouro    |
| Anders Golding                     | Tiro    | Skeet masculino            | Prata   |

## Desempenho

### Badminton
Masculino
| Atleta                       | Prova   | Ronda dos 64           | Ronda dos 32           | Ronda dos 16           | Quartos-finais         | Semifinais             | Final                  | Final |
| Atleta                       | Prova   | Adversário e resultado | Adversário e resultado | Adversário e resultado | Adversário e resultado | Adversário e resultado | Adversário e resultado | Pos.  |
| ---------------------------- | ------- | ---------------------- | ---------------------- | ---------------------- | ---------------------- | ---------------------- | ---------------------- | ----- |
| Peter Gade                   | Simples |                        |                        |                        |                        |                        |                        |       |
| Jan Ø. Jørgensen             | Simples |                        |                        |                        |                        |                        |                        |       |
| Mathias Boe Carsten Mogensen | Duplas  |                        |                        |                        |                        |                        |                        |       |

Feminino
| Atleta                                  | Prova   | Ronda dos 64           | Ronda dos 32           | Ronda dos 16           | Quartos-finais         | Semifinais             | Final                  | Final |
| Atleta                                  | Prova   | Adversário e resultado | Adversário e resultado | Adversário e resultado | Adversário e resultado | Adversário e resultado | Adversário e resultado | Pos.  |
| --------------------------------------- | ------- | ---------------------- | ---------------------- | ---------------------- | ---------------------- | ---------------------- | ---------------------- | ----- |
| Tine Baun                               | Simples |                        |                        |                        |                        |                        |                        |       |
| Kamilla Rytter Juhl Christinna Pedersen | Duplas  |                        |                        |                        |                        |                        |                        |       |

Misto
| Atleta                                      | Prova  | Ronda dos 64           | Ronda dos 32           | Ronda dos 16           | Quartos-finais         | Semifinais             | Final                  | Final |
| Atleta                                      | Prova  | Adversário e resultado | Adversário e resultado | Adversário e resultado | Adversário e resultado | Adversário e resultado | Adversário e resultado | Pos.  |
| ------------------------------------------- | ------ | ---------------------- | ---------------------- | ---------------------- | ---------------------- | ---------------------- | ---------------------- | ----- |
| Joachim Fischer Nielsen Christinna Pedersen | Duplas |                        |                        |                        |                        |                        |                        |       |
| Thomas Laybourn Kamilla Ryther Juhl         | Duplas |                        |                        |                        |                        |                        |                        |       |

### Natação
Feminino
| Atletas               | Evento          | Eliminatórias | Eliminatórias | Semifinal   | Semifinal   | Final       | Final       |
| Atletas               | Evento          | Tempo         | Posição       | Tempo       | Posição     | Tempo       | Posição     |
| --------------------- | --------------- | ------------- | ------------- | ----------- | ----------- | ----------- | ----------- |
| Jeanette Ottesen      | 100 m livre     | 53s51         | 3º Q          | 53s77       | 5º Q        | 53s75       | 7º          |
| Pernille Blume        | 100 m livre     | 55s04         | 19º           | Não avançou | Não avançou | Não avançou | Não avançou |
| Pernille Blume        | 200 m livre     | 2min00s91     | 24            | Não avançou | Não avançou | Não avançou | Não avançou |
| Lotte Friis           | 400 m livre     | 4min04s22     | 5º Q          |             |             | 4min03s98   | 4º          |
| Lotte Friis           | 800 m livre     | 8min21s89     | 2º Q          | 8min23s86   | 5º          |             |             |
| Mie Nielsen           | 100 m costas    | 1min00s38     | 17º           | Não avançou | Não avançou | Não avançou | Não avançou |
| Mie Nielsen           | 200 m costas    | 2min13s89     | 28º           | Não avançou | Não avançou | Não avançou | Não avançou |
| Rikke Pedersen        | 100 m peito     | 1min07s23     | 9º Q          | 1min06s82   | 6º Q        | 1min07s55   | 8º          |
| Rikke Pedersen        | 200 m peito     | 2min22s69     | 2º Q          | 2min22s23   | 2º Q        | 2min21s65   | 4º          |
| Jeanette Ottesen Gray | 100 m borboleta | 57s64         | 5º Q          | 57s25       | 3º Q        | 57s35       | 6º          |

### Remo
Masculino
| Equipe                             | Evento           | Eliminatórias | Eliminatórias | Repescagem | Repescagem | Quartas | Quartas  | Semifinal | Semifinal | Final   | Final                |
| Equipe                             | Evento           | Tempo         | Posição       | Tempo      | Posição    | Tempo   | Posição  | Tempo     | Posição   | Tempo   | Posição (Pos. final) |
| ---------------------------------- | ---------------- | ------------- | ------------- | ---------- | ---------- | ------- | -------- | --------- | --------- | ------- | -------------------- |
| Henrik Stephansen                  | Skiff simples    | 6m46s32       | 3º Q          | BYE        | BYE        | 6m55s95 | 4º S C/D | 7m29s76   | 1º FC     | 7m19s62 | 1º (13º)             |
| Rasmus Quist Hansen Mads Rasmussen | Skiff duplo leve | 6m33s11       | 1º S A/B      | BYE        | BYE        |         |          | 6m33s25   | 1º FA     | 6m37s17 | Medalha de ouro      |

### Tiro
Masculino
| Atleta         | Evento                | Qualificação | Qualificação | Final       | Final       | Posição          |
| Atleta         | Evento                | Placar       | Posição      | Placar      | Total       | Posição          |
| -------------- | --------------------- | ------------ | ------------ | ----------- | ----------- | ---------------- |
| Torben Grimmel | Carabina deitado 50 m |              |              |             |             |                  |
| Jesper Hansen  | Skeet                 | 113          | 26º          | Não avançou | Não avançou | 26º              |
| Anders Golding | Skeet                 | 122          | 2º           | 24          | 146         | Medalha de prata |

### Tiro com arco(3 atletas)
| Atleta                                        | Prova               | Rodada de classificação | Rodada de classificação | Ronda dos 64                                  | Ronda dos 32                           | Ronda dos 16                       | Quartos-finais              | Semifinais             | Final                  | Final       |
| Atleta                                        | Prova               | Placar                  | Pos.                    | Adversário e resultado                        | Adversário e resultado                 | Adversário e resultado             | Adversário e resultado      | Adversário e resultado | Adversário e resultado | Pos.        |
| --------------------------------------------- | ------------------- | ----------------------- | ----------------------- | --------------------------------------------- | -------------------------------------- | ---------------------------------- | --------------------------- | ---------------------- | ---------------------- | ----------- |
| Carina Christiansen                           | Individual feminino | 663                     | 7º                      | AUS E. Barnard V 0-2, 2-0, 1-1, 2-0, 2-0      | TPE C-Y. Le V 1-1, 2-0, 0-2, 1-1, 2-0  | MEX M. Avitia D 0-2, 2-0, 0-2, 0-2 | Não avançou                 | Não avançou            | Não avançou            | Não avançou |
| Maja Jager                                    | Individual feminino | 642                     | 35º                     | GER E. Richter D 2-0, 2-0, 0-1, 0-2, 0-2, 0-1 | Não avançou                            | Não avançou                        | Não avançou                 | Não avançou            | Não avançou            | Não avançou |
| Louise Laursen                                | Individual feminino | 641                     | 36º                     | CAN M-P. Baudet V 1-1, 2-0, 2-0, 0-2, 2-0     | USA K. Lorig D 0-2, 2-0, 1-1, 0-2, 1-1 | Não avançou                        | Não avançou                 | Não avançou            | Não avançou            | Não avançou |
| Louise Laursen Maja Jager Carina Christiansen | Equipas             | 1946                    | 8º                      |                                               |                                        | IND Índia V 211-210                | KOR Coreia do Sul D 195-206 | Não avançou            | Não avançou            | Não avançou |

### Triatlo
| Atleta            | Evento   | Natação (1,5 km) | Ciclismo (40 km) | Corrida (10 km) | Tempo total | Posição |
| ----------------- | -------- | ---------------- | ---------------- | --------------- | ----------- | ------- |
| Helle Frederiksen | Feminino | 20m16            | 1h07m44          | 35m10           | 2h03m10     | 27º     |
| Line Jensen       | Feminino | 19m04            | 1h07m06          | 36m37           | 2h02m47     | 23º     |

### Remo
| S | Classificado(a) para as semifinais |    |                        | FA | Final A (disputa de medalhas) |  |  | FD | Final D (sem medalhas) |
| Q | Classificado(a) para as quartas    | FB | Final B (sem medalhas) | FE | Final E (sem medalhas)        |  |  |    |                        |
| R | Classificado(a) para a repescagem  | FC | Final C (sem medalhas) | FF | Final F (sem medalhas)        |  |  |    |                        |